# سلسلة بالمر

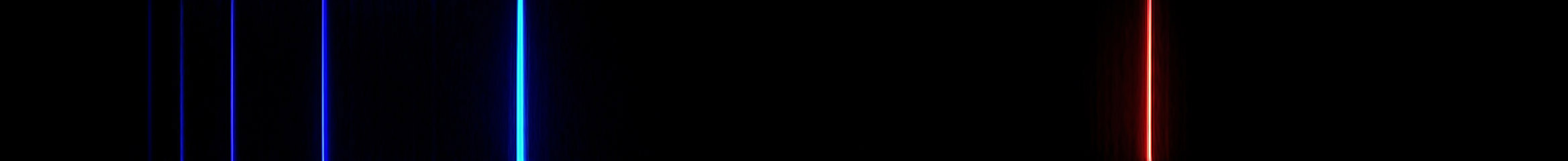
طيف الهيدروجين المرئي من مجموعة خطوط بالمر. الخط H-ألفا هو الخط البرتقالي إلى اليمين. والخطوط إلى اليسار فهي من الأشعة فوق البنفسجية حيث طول موجاتها أقصر من 400 نانومتر.

مجموعة خطوط بالمر في المطيافية والفيزياء (بالإنجليزية: Balmer series أو Balmer lines) وفي الفيزياء الذرية هي أحد مجموعات من خطوط الطيف التي تميز ذرة الهيدروجين.
لكل عنصر من العناصر مجموعة من الخطوط متتابعة من خطوط الطيف تميزه عن العناصر الأخرى، أي أن خطوط طيف العنصر هي بصمة تميز العنصر (مثلما تميز بصمة إصبع الفرد عن أخيه).
ويمكن حساب معادلة بالمر، وهي معادلة استنبطت عمليا من الفيزيائي يوهان بالمر عام 1885.
يتكون الطيف المرئي للهيدروجين من أربعة أطوال للموجة تقاس بالنانومتر وهي : 410 نانومتر, 434 نانومتر، و 486 نانومتر، و 656 نانومتر، وهي تعادل انبعاث فوتونات تصدرها الإلكترون عندما يهبط من مستوى طاقة عالية إلى مستوي طاقة أقل، ويكون المستوى الأقل هو عدد كم رئيسي n = 2.

كما توجد لهذا الطيف عدد من الخطوط في نطاق الأشعة فوق البنفسجية ، تقل طول موجتها عن 400 نانومتر ولذلك فهي لا ترى بالعين، وهي تنتمي أيضا لمجموعة بالمر.

## مقدمة

نموذج بور المبسط لذرة الهيدروجين. وتنشأ خطوط بالمر عندما يقفز الإلكترون من أحد مستويات الطاقة العليا إلى مستوي الطاقة الثاني في الذرة. ويبين الشكل قفزة الإلكترون من مستوي الطاقة 3 إلى مستوي الطاقة 2. وعندما يفعل ذلك فإنه يصدر فوتونا يتبع الخط الطيفي H-ألفا، وهو أول مجموعة خطوط بالمر. بالنسبة للهيدروجين يكون العدد الذري ولهذا فينتج عن ذلك الانتقال فوتونا له طول موجة 656 نانومتر ولونه أحمر.

تتصف مجموعة خطوط طيف بالمر بانتقال الإلكترون في ذرة الهيدروجين من مستويات طاقة
n ≥ 3 إلى مستوى الطاقة n = 2 (عدد كم رئيسي). وتسمى تلك القفزات (وبالتالي الخطوط) بحسب تتابع الحروف الأبجدية اليونانية كالآتي (قارن الجدول أسفله):
- منn = 3 إلى n = 2 يسمى H-α (إتش-ألفا)،
- من 4 إلى 2 يسمى H-β ,
- من 5 إلى 2 يسمى H-γ,
- ومن 6 إلى 2 يسمى H-δ ،
- وهكذا.

ونظرا لوجود أول تلك الخطوط في الضوء المرئي لنطاق الموجات الكهرونغناطيسية فإن تلك الخطوط تسمى تاريخيا
"H-α", "H-β", "H-γ" وهكذا، حيث H هو رمز الهيدروجين.
| انتقالات إلى{\displaystyle n} =2 | 3←2   | 4←2   | 5←2   | 6←2    | 7←2              | 8←2             | 9←2             | {\displaystyle \infty }←2 |
| اسم الخط                         | H-α   | H-β   | H-γ   | H-δ    | H-ε              | H-ζ             | H-η             |                           |
| طول الموجة (نانومتر)             | 656.3 | 486.1 | 434.1 | 410.2  | 397.0            | 388.9           | 383.5           | 364.6                     |
| اللون                            | أحمر  | أخضر  | أزرق  | بنفسجي | أشعة فوق بنفسجية | (فوق البنفسجية) | (فوق البنفسجية) | (فوق البنفسجية)           |

وقد كان الفيزيائيون يعرفون إصدارات ذرات العناصر لأشعة الطيف قبل عام 1885 إلا أنه لم يكن في استطاعتهم حساب موقع كل خط في الطيف. واستطاع بالمر بمعادلته حساب الأربعة خطوط الموجودة في نطاق الضوء المرئي بدقة. وقد أوحت معادلة بالمر التي صاغها طبقا لمشاهداته العملية للفيزيائيين لصياغة معادلات أخرى تختص ب مجموعة خطوط لايمان ، ومجموعة خطوط باشين ، ومجموعة خطوط براكيت ، والتي تصف خطوط انبعاث أو خطوط امتصاص لذرة الهيدروجين ، وكلها توجد في نطاق الضوء الغير مرئي.
وخط اللون الأحمر في طيف الهيدروجين والذي ينشا عن انتقال الإلكترون من المدار 3 إلى المدار (مستوي طاقة) 2 في مجموعة خطوط بالمر، هذا الخط أو هذا اللون هو من الألوان المعهودة في أطياف النجوم. فهي تنتج لونا أحمرا في طيف انبعاث نجم أو من السدم المتأينة والتي تحتوي على مناطق هيدروجين II مثلما في حالة سديم الجبار ، وهي تعتبر مناطق نشأة نجوم جديدة. ويغلب في أطياف تلك الغمامات الغازية اللون القريب من البنفسجي نظرا إلى اختلاط خطوط بالمر المختلفة الألوان في نطاق الضوء المرئي.
ومع تقدم العلم وتطوير أجهزة تحليل الضوء وزيادة تباينها فقد تبين أن كل خط من تلك الخطوط إما أن يتكون من خطين، ويعزى هذا الانفطار إلى البناء الدقيق في الذرة حيث أن الإلكترون له عزم مغزلي وقد يكون اتجاهه علوي أو قد يكون اتجاهة سفلي. هذا ما يؤدي إلى ظهور خطين بدلا من خط واحد في الطيف. وقد تبين أيضا أنه عندما يقفز الإلكترون من مستوى طاقة أكبر من 6 إل مستوى طاقة  n=2 فإن لون خطوط الطيف تكون في حيز الأشعة فوق البنفسجية.

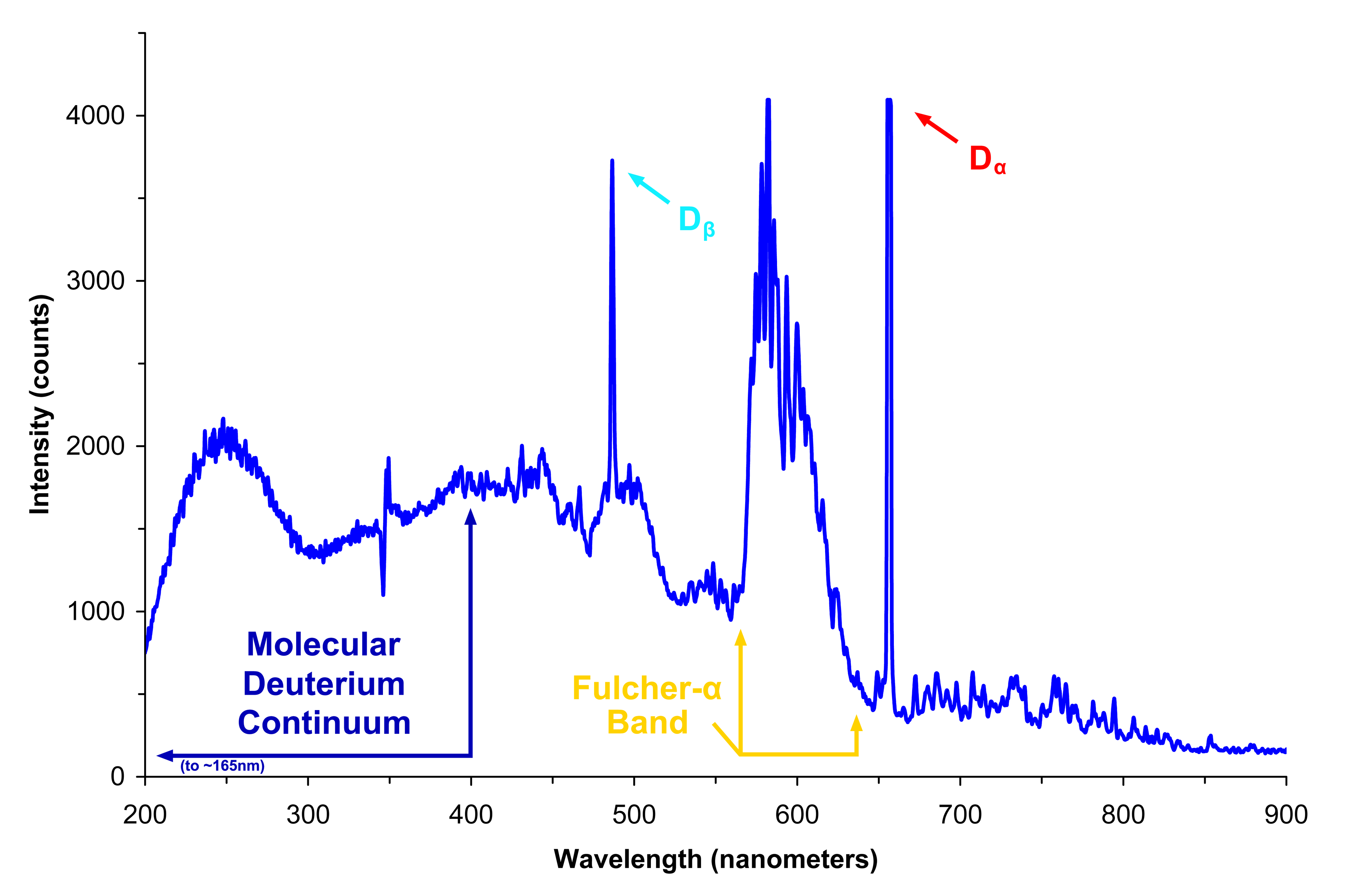
الخطين (α وβ) من مجموعة بالمر يظهران بوضوح في طيف مصباح الديوتيريوم (الهيدروجين الثقيل).

## معادلة بالمر
تظهر في طيف الهيدروجين أربعة خطوط في نطاق الضوء المرئي. وتقل المسافات بينها بانخفاض طول الموجة من خط غلى خط. ويسمى الخط الأول ذو أطول موجة {\displaystyle H\alpha }, ثم تتبعه الخطوط {\displaystyle H\beta },و {\displaystyle H\gamma } و{\displaystyle H\delta }.
وفي عام 1885 اكتشف الفيزيائي السويسري يوهان بالمر أنه يمكن وصف مواقع تلك الخطوط بواسطة معادلة بسيطة :
{\displaystyle \lambda =A\left({\frac {n^{2}}{n^{2}-4}}\right).}
في تلك المعادلة تشكل A ثابتا يستنبط عمليا وتبلغ قيمته:
مترA = 3645,6 × 10-10 
أو
;A = 3645,6 Å  (أنجستروم)
أو
A = 364,56  نانومتر
وتتخذ n الأعداد الصحيحة 3و 4 و 5 و 6 وهي تمثل رقم مستويات الطاقة (طاقة المدارات الذرية التي يدور فيها الإلكترون حول نواة الذرة) في ذرة الهيدروجين طبقا ل نموذج بور لذرة الهيدروجين.
وفي نطاق الأشعة فوق البنفسجية ، وهو النطاق المجاور ولكن لا تستطيع العين البشرية رؤياه توجد عدة خطوط أخرى للطيف. ويرمز لتلك الخطوط بالأحرف الإغريقية تباعا Hε, Hζ.
وتنطبق أطوال موجات تلك الأشعة المعينة عمليا مع أطوال الموجات المحسوبة بمعادلة بالمر أيضا عندما نعطي n قيما أكبر من 6.

## أطياف الهيدروجين
وقد كان الفيزيائيون يعرفون إصدارات الذرة للأشعة الطيف قبل عام 1885 إلا أنه لم يكن في استطاعتهم حساب موقع كل خط في الطيف. واستطاع بالمر بمعادلته حساب الأربعة خطوط الموجودة في نطاق الضوء المرئي في مجموعة خطوط بالمر بدقة. وأوحت معادلة بالمر التي صاغها طبقا لمشاهداته العملية للفيزيائيين لصياغة معادلات أخرى تختص ب مجموعة خطوط لايمان ، ومجموعة خطوط باشين ، ومجموعة خطوط براكيت ، والتي تصف خطوط انبعاث أو خطوط امتصاص لذرة الهيدروجين.
أي أنه توجد للهيدروجين خمسة أطياف مختلفة، تتميز فيما بينها بمستوى الطاقة n الذي ينحدر إليه الإلكترون هاويا من مستوى طاقة عالية. فإذا هبط الإلكترون إلى المدار الأول (N= 1) فإنه يصدر فوتونات تؤول إلى مجموعة خطوط لايمان، أما إذا كان انتقاله من أعلى ألى (N=2) فإنه يصدر مجموعة خطوط بالمر، وهكذا، (قارن الصورة).

أطياف الهيدروجين ، وترى فيها مجموعة خطوط لايمان
، ومجموعة خطوط بالمر وغيرها.

ملحوظة: يعطي المحور الرأسي اليساري أرقام المدارات في ذرة الهيدروجين (n ترمز لمستوى الطاقة الذي تهبط منه و m ترمز لمستوى الطاقة الذي تهبط إليه). ويعطي المحور الرأسي اليميني مقدار طاقة كل شعاع بوحد إلكترون فولت.

## اقرأ أيضا
- خطوط طيف الهيدروجين
- خط هيدروجين
- ذرة الهيدروجين
- ذرة
- مجموعة خطوط لايمان
- صيغة ريدبرغ
- طول الموجة
- موجة كهرومغناطيسية
- طيف مرئي
- طيف